# North American Bus Industries

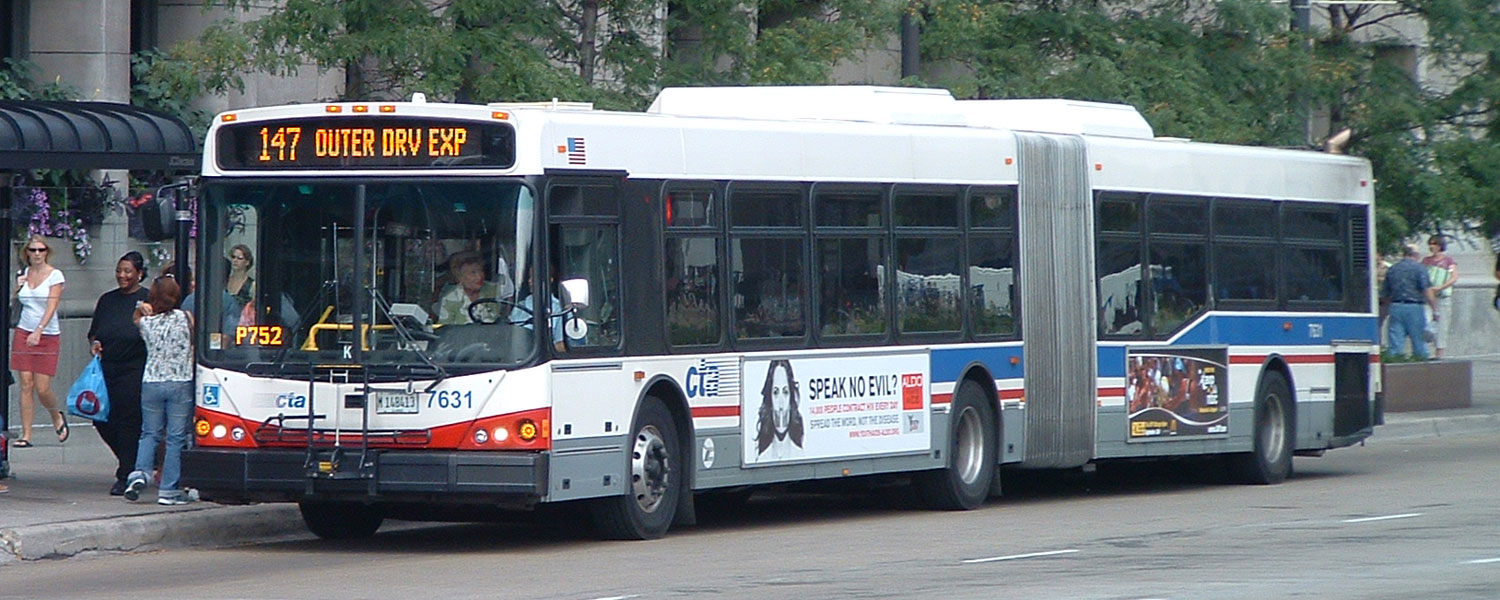
NABI 60-LFW

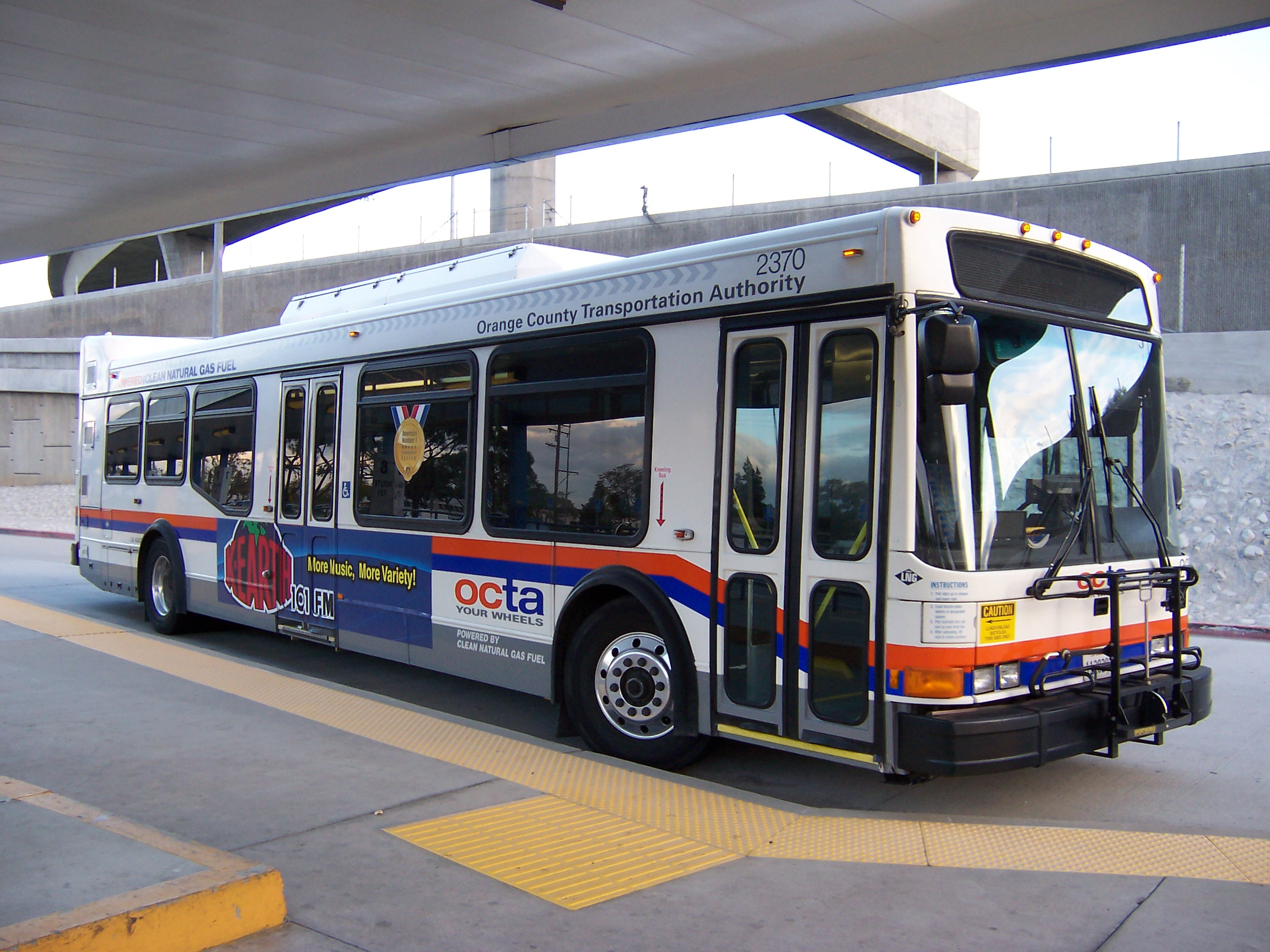
NABI NABI 40.09 LFW

North American Bus Industries, Inc. — американская компания по производству автобусов под маркой NABI, начинавшая свою деятельность со сборки венгерских автобусов Ikarus-286, 416 и др., несколько переделанных под требования северо-американского рынка.
Современный модельный ряд фирмы включает большой ассортимент городских, пригородных, междугородных автобусов, а также автобусы для линий BRT(автобус-электричка).
Недавно NABI открыл сборочное производство своих автобусов в Венгрии, для освоения Европейских рынков, себестоимость продукции гораздо дешевле американской.
- CDTA 35-LFW30-LFN
- 40C-LFW
- 45C-LFW
- CTA-60LFW
- 416 / 40-SFW
- 436 / 60-SFW
- 35-LFW
- 40-LFW
- 60-LFW
- 60-BRT